# 解放军女子足球队
中国人民解放军女子足球队，是全军唯一一支专业足球运动队，又称八一南昌女子足球队，为中国女子足球甲级联赛参赛球队，主场为江西省奥林匹克体育中心。

## 球队历史
1994年8月，解放军女足在广州组建，并从次年开始参加全国女足锦标赛。
2016年，球队驻地为江苏省宿迁市沭阳县，主场设在沭阳体育中心。2018年，迁往惠州。
2018年10月27日，迁往南昌，并始用八一南昌女子足球队为名。